# Kuetemeyersche Stiftung

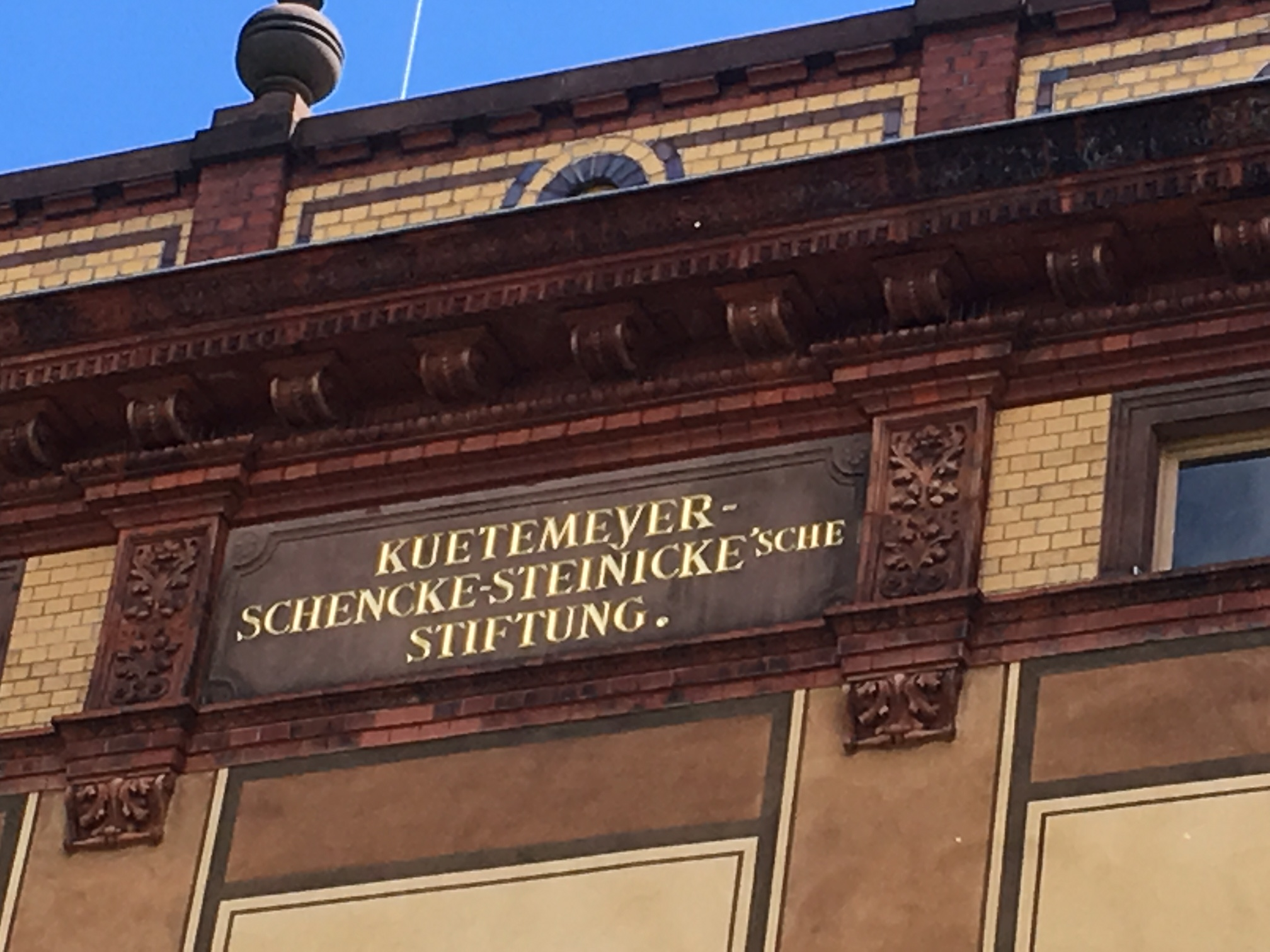
Der Name Kuetemeyer-Schencke-Steinicke'sche Stiftung steht heute noch an der Fassade des einstigen Verwaltungssitzes der Stiftung

Die Kuetemeyersche Stiftung, vollständig Lehnrat Kuetemeyer-Schencke-Steinicke'sche Stiftung, war eine Stiftung zur Vergabe von Darlehen in Schwerin (Geldleihanstalt). Sie bestand von 1854 bis 1941.

## Geschichte
Die Stiftung wurde 1849 durch das Testament von Johann Hermann Kuetemeyer (* 24. Juni 1769; † 31. Juli 1854) errichtet. Kuetemeyer stammte aus einer Schweriner Rechtsanwaltsfamilie, die seit dem 18. Jahrhundert auch sehr erfolgreich Grundstücksgeschäfte im Schweriner Umland getätigt hatte. Er war von 1803 bis 1820 Schweriner Bürgermeister und danach lange Jahre in der großherzoglichen Hypothekenverwaltung tätig, wofür er den Titel Lehnrat erhalten hatte. Die Stiftung war nach Kuetemeyer selbst und den Mädchennamen seiner beiden Ehefrauen – Schencke und Steinicke – benannt. Bedürftige der Stadt konnten zinslos kleine Geldbeträge leihen. Auch Handwerker und Gewerbetreibende, die sich selbstständig machen wollten, konnten zinslose Kredite (Mikrokredite) bekommen. Kuetemeyer hatte bereits im März 1848 einen Verein gegen das lange Borgen gegründet, dessen Mitglieder sich verpflichteten, entweder umgehend oder zumindest am 2. Februar, am 2. Mai, am 2. August und am 2. November jeden Jahres ihre Rechnungen zu bezahlen. Bis Ende Juli waren bereits 226 Schweriner eingetreten.
Zum Zeitpunkt der Gründung hatte die Stiftung ein Gesamtvermögen von 314.580 Mark. 15 Persönlichkeiten der Stadt Schwerin gehörten dem Stiftungsrat an.
1893/94 wurde am Pfaffenteich in der Schelfstadt nach den Plänen des Schweriner Architekten Gustav Hamann ein Gebäude als Stiftungssitz errichtet. Die Baukosten wurden mit 95.000 Mark beziffert. 1906 konnte unter Mitwirkung der Gesellschaft für Verbreitung von Volksbildung die Volksbibliothek der Lehnrat Kuetemeyer-Schencke-Steinicke-Stiftung gegründet und im Stiftungshause untergebracht werden.
Durch die Anlage des Stiftungsvermögens in Immobilien überstand die Stiftung im Gegensatz zu anderen die Inflationszeit in den 1920er Jahren relativ unbeschadet. Sie war daher noch in den 1930er Jahren sehr wohlhabend. Das verstärkte die Bemühungen der inzwischen nationalsozialistischen Stadtverwaltung, die Stiftung unter städtische Kontrolle zu bringen. Im Jahr 1941 lösten die Nationalsozialisten die Stiftung auf. Ihr Vermögen ging an die Stadt Schwerin über.
Am 8. Juni 1942 zog das Standesamt in das Gebäude, das heute noch unter Schwerinern als Altes Standesamt Schwerin bekannt ist.